# Ric Sanders
Ric Sanders (* 8. prosince 1952 Birmingham) je britský houslista. Svou profesionální kariéru zahájil v roce 1972 jako člen skupiny japonského hudebníka Stomu Yamashta. Později byl členem skupin Soft Machine a The Albion Band. Od roku 1985 působí ve skupině Fairport Convention. Během své kariéry spolupracoval i s dalšími hudebníky, mezi které patří Michael Garrick, Loudon Wainwright III, Roy Harper nebo skupina Jethro Tull.